# Position sensitive device
O termo PSD, do inglês Position Sensing Device refere-se a dispositivos de sensoriamento de posição.
Existem duas famílias de PSD's:
- PSD's segmentados (segmented PSD's): São fotodiodos produzidos em substratos comuns e divididos em dois ou quatro segmentos separados por lacunas.
- PSD's de efeito lateral (lateral-effect PSD's): São fotodiodos que constituem de um único elemento planar difuso sem espaçamentos. Este tipo de PSD provê leitura direta da posição do feixe de luz.

## PSD's segmentados
Um feixe de luz gera fotocorrentes em todos os segmentos iluminados.

## PSD's de efeito lateral
Existem duas topologias de PSD's de efeito lateral: duo laterais e tetra laterais.
Em PSD's duo laterais, o dispositivo é construído com uma ou duas camadas resistivas, sendo uma no topo (translúcida) e outra na base do dispositivo. A fotocorrente é dividida entre os dois contatos de cada camada em função da posição do feixe que ilumina o dispositivo.
Em PSD's tetra laterais existe apenas uma única camada resistiva, logo a fotocorrente é divida em duas ou quatro partes (PSD's unidimensionais e PSD's de duas dimensões respectivamente).
PSD's tetra laterais fornecem leituras não lineares de posição, no entanto, eles apresentam menores correntes de escuro (em inglês dark current) e possuem rápida resposta comparativamente com o PSD’s duo laterais.

### PSD unidimensional
A posição do feixe de luz incidindo a uma distância x do centro do PSD pode ser calculada através da seguinte relação

{\displaystyle {\frac {2x}{L}}={\frac {I_{x_{2}}-I_{x_{1}}}{I_{x_{2}}+I_{x_{1}}}}}
O modelo elétrico para este modelo de PSD é apresentado na figura a seguir

### PSD duo lateral 2D
A posição do feixe pode ser calculada através de
{\displaystyle x=k_{x}\cdot {\frac {I_{b}-I_{d}}{I_{b}+I_{d}}}}
e
{\displaystyle y=k_{y}\cdot {\frac {I_{a}-I_{c}}{I_{a}+I_{c}}}}
O modelo elétrico para este modelo de PSD é apresentado na figura a seguir